# Cynanchum luteifluens
Cynanchum luteifluens är en oleanderväxtart som först beskrevs av Jumelle och H. Perrier, och fick sitt nu gällande namn av Descoings. Cynanchum luteifluens ingår i släktet Cynanchum och familjen oleanderväxter. Utöver nominatformen finns också underarten C. l. longicoronae.